# Brotia mariae
Brotia mariae е вид охлюв от семейство Pachychilidae. Видът е почти застрашен от изчезване.

## Разпространение и местообитание
Разпространен е в Лаос.
Обитава пясъчните дъна на сладководни басейни, реки и потоци.

## Описание
Популацията на вида е намаляваща.